# Alafrank
Alafrank (Ala Fireng) fou el fill gran de l'Il-kan Gaykhatu (1291-1295).
La seva vida està rodejada de misteri. El desembre de 1303 es va descobrir un complot contra el sultà Ghazan i sembla que Alafrank no hi havia participat i que així ho va reconèixer implícitament Ghazan quan no el va executar. Com era habitual es va acusar als mazdaquites nom quer es donava a qualsevol considerat subversiu.
Ghazan va morir el 1304 i el va succeir el seu germà Oldjeitu que quasi immediatament va fer matar Alafrank, probablement com a potencial rival al tron; el crim fou perpetrat per un emissari d'Oldjeitu durant una entrevista privada el 30 de maig de 1304.